# Hungría en la Copa Mundial de Fútbol de 1962
La selección de Hungría fue una de las 16 participantes de la Copa Mundial de Fútbol de 1962, que se realizó en Chile. Clasificó luego de obtener el primer lugar del Grupo 4 de la clasificación europea.

## Clasificación

### Grupo 4
| Pos. | Equipo               | Pts. | PJ | G | E | P | GF | GC | Dif. | Clasificación |
| ---- | -------------------- | ---- | -- | - | - | - | -- | -- | ---- | ------------- |
| 1    | Hungría              | 10   | 4  | 3 | 1 | 0 | 11 | 5  | +6   | Clasificado   |
| 2    | Países Bajos         | 2    | 3  | 0 | 2 | 1 | 4  | 7  | −3   |               |
| 3    | Alemania Democrática | 1    | 3  | 0 | 1 | 2 | 3  | 6  | −3   |               |

 Fuente: 
| 16-4-1961 | Hungría                 | 2–0     | Alemania Democrática | Budapest, Hungría |                   |
|           | Albert 12' · Göröcs 52' | Reporte |                      | Árbitro(s): Takov | Árbitro(s): Takov |

| 30-4-1961 | Países Bajos                          | 0–3     | Hungría | Rotterdam, Países Bajos |                      |
|           | Fenyvesi 22' · Sándor 24' · Tichy 36' | Reporte |         | Árbitro(s): Kingston    | Árbitro(s): Kingston |

| 10-9-1961 | Alemania Democrática     | 2–3     | Hungría                               | Berlín Oriental, Alemania Democrática                                                                     | |
|           | Erler 53' · P. Ducke 87' | Reporte | Solymosi 43' · Sándor 75' · Tichy 78' | Árbitro(s): [[Archivo:{{{bandera alias-1954}}}\|20x20px\|border\|Bandera de la Unión Soviética]] Lukianov | Árbitro(s): [[Archivo:{{{bandera alias-1954}}}\|20x20px\|border\|Bandera de la Unión Soviética]] Lukianov |

| 22-10-1961 | Hungría                                | 3–3     | Países Bajos                     | Budapest, Hungría    |                      |
|            | Göröcs 19' · Monostori 21' · Tichy 80' | Reporte | Van de Linden 8' 14' · Groot 56' | Árbitro(s): Phillips | Árbitro(s): Phillips |

## Jugadores
| #     | Nombre             | Posición      | Edad         | Club         |
| ----- | ------------------ | ------------- | ------------ | ------------ |
| 1     | Gyula Grosics      | Portero       | 36           | Tatabánya    |
| 2     | Sándor Mátrai      | Defensa       | 29           | Ferencváros  |
| 3     | Kálmán Mészöly     | Defensa       | 20           | Vasas        |
| 4     | László Sárosi      | Defensa       | 30           | Vasas        |
| 5     | Ernő Solymosi      | Defensa       | 21           | Újpest Dózsa |
| 6     | Ferenc Sipos       | Mediocampista | 29           | MTK Budapest |
| 7     | Károly Sándor      | Delantero     | 33           | MTK Budapest |
| 8     | János Göröcs       | Delantero     | 23           | Újpest Dózsa |
| 9     | Flórián Albert     | Delantero     | 20           | Ferencváros  |
| 10    | Lajos Tichy        | Mediocampista | 27           | Honvéd       |
| 11    | Máté Fenyvesi      | Delantero     | 28           | Ferencváros  |
| 12    | Kálmán Sóvári      | Defensa       | 21           | Újpest Dózsa |
| 13    | Kálmán Ihász       | Defensa       | 20           | Vasas        |
| 14    | István Nagy        | Mediocampista | 23           | MTK Budapest |
| 15    | Iván Menczel       | Mediocampista | 20           | Salgótarján  |
| 16    | János Farkas       | Delantero     | 20           | Vasas        |
| 17    | Gyula Rákosi       | Delantero     | 23           | Ferencváros  |
| 18    | Tivadar Monostori  | Delantero     | 25           | Dorogi       |
| 19    | Béla Kuharszki     | Delantero     | 22           | Újpest Dózsa |
| 20    | László Bödör       | Delantero     | 28           | MTK Budapest |
| 21    | Antal Szentmihályi | Portero       | 24           | Vasas        |
| 22    | István Ilku        | Portero       | 29           | Dorogi       |
| D. T. | Lajos Baróti       | Lajos Baróti  | Lajos Baróti | Lajos Baróti |

## Participación

### Grupo 4
| Equipo     | Pts | PJ | PG | PE | PP | GF | GC | Dif |
| ---------- | --- | -- | -- | -- | -- | -- | -- | --- |
| Hungría    | 5   | 3  | 2  | 1  | 0  | 8  | 2  | 6   |
| Inglaterra | 3   | 3  | 1  | 1  | 1  | 4  | 3  | 1   |
| Argentina  | 3   | 3  | 1  | 1  | 1  | 2  | 3  | -1  |
| Bulgaria   | 1   | 3  | 0  | 1  | 2  | 1  | 7  | -6  |

| 31 de mayo de 1962, 15:00 | Hungría                | 2:1 (1:0) | Inglaterra         | Estadio Braden Cooper Co., Rancagua                               |                                                                   |
|                           | Tichy 17' · Albert 71' | Reporte   | Flowers 60' (pen.) | Asistencia: 7938 espectadores Árbitro(s): Leo Horn (Países Bajos) | Asistencia: 7938 espectadores Árbitro(s): Leo Horn (Países Bajos) |

| 3 de junio de 1962, 15:00 | Hungría                                           | 6:1 (4:0) | Bulgaria    | Estadio Braden Cooper Co., Rancagua                                 |                                                                     |
|                           | Albert 1', 6', 53' · Tichy 8', 70' · Solymosi 12' | Reporte   | Sokolov 64' | Asistencia: 7442 espectadores Árbitro(s): Juan Gardeazabal (España) | Asistencia: 7442 espectadores Árbitro(s): Juan Gardeazabal (España) |

| 6 de junio de 1962, 15:00 | Hungría | 0:0     | Argentina | Estadio Braden Cooper Co., Rancagua                              |                                                                  |
|                           |         | Reporte |           | Asistencia: 7945 espectadores Árbitro(s): Arturo Yamasaki (Perú) | Asistencia: 7945 espectadores Árbitro(s): Arturo Yamasaki (Perú) |

### Cuartos de final
| 10 de junio de 1962, 14:30 | Checoslovaquia | 1:0 (1:0) | Hungría | Estadio Braden Cooper Co., Rancagua                                             |                                                                                 |
|                            | Scherer 13'    | Reporte   |         | Asistencia: 11 690 espectadores Árbitro(s): Nickolaj Latychev (Unión Soviética) | Asistencia: 11 690 espectadores Árbitro(s): Nickolaj Latychev (Unión Soviética) |